# Carlos Gorostiza
Carlos Gorostiza (* 7. Juni 1920 in Buenos Aires, Argentinien; † 19. Juli 2016) war ein argentinischer Dramatiker, Theaterregisseur und Romanschriftsteller.

## Leben
Carlos Gorostiza wurde als Sohn baskisch-argentinischer Eltern im wohlhabenden Stadtteil Palermo geboren. Er und sein älterer Bruder hatten eine glückliche Kindheit, bis der Vater 1926 die Familie verließ. Die Mutter nahm eine Stelle bei einem Modedesigner an und auch Carlos musste, obwohl er erst sechs Jahre alt war, Geld verdienen. 1931 heiratete Señora Gorostiza erneut und bekam noch eine Tochter, die später eine einigermaßen erfolgreiche Schauspielerin werden wird.
Durch seinen Stiefvater, einen spanischstämmigen Dramatiker, lernt Gorostiza das Theater kennen. 1943 wird sein erstes Werk, das Puppentheaterstück „La Clave encantada“ (Der verzauberte Schlüssel) aufgeführt. Der finanzielle Erfolg erlaubt ihm, ein eigenes Puppentheater zu eröffnen, das „La Estrella Grande“. Zur gleichen Zeit tritt er als „Creon“ in der griechischen Tragödie Antigone im Máscara-Theater auf. Ermutigt von Freunden, präsentiert er 1949 sein erstes Werk „El puente“ (Die Brücke) am Máscara. „El puente“ handelt von der Spannung zwischen den verschiedenen sozialen Schichten in Buenos Aires und beruht teilweise auf Gorostizas eigenen Kindheitserfahrungen und dem sozialen Absturz nach der Trennung der Eltern. Das realistische Stück verschaffte Gorostiza einen Ruf in der lebendigen Theaterszene von Buenos Aires. Nach einer Neuproduktion von Armando Discépolo am Teatro Argentino wurde es 1950 unter der Regie von Gorostiza auch verfilmt.
Nach dem Erfolg von El Puente kehrt Gorostiza zur Theaterregie zurück, allerdings ließen die Zuschauerzahlen nach. Er arbeitet vorübergehend bei einer Werbeagentur, aber mit dem Drehbuch zu Julio Saracenis Drama „Marta Ferrari“ von 1956 kehrt sein Ruhm zurück. 1958 wird „El pan de la locura“ am Teatro Cervantes uraufgeführt. Gorostiza erhält dafür zwei Preise und eine Einladung an die Schauspielschule der Universität von Venezuela, wo er unterrichtet und zusammen mit Juana Sujo das Stück Los Caobos schreibt.
1964 kehrt er nach Argentinien zurück und erhält sowohl einen Ruf an die Universität Buenos Aires als auch ein Fulbright-Stipendium. Für sein nächstes Stück, „Los prójimos“, erhält Gorostiza erneut eine Auszeichnung.
In den kommenden zehn Jahren legt Gorostiza seinen Schwerpunkt auf die Lehre und veröffentlicht lediglich zwei neue Stücke. 1976 erscheint sein Roman „Los cuartos oscuros“, für den er den Nationalpreis für Literatur erhält. Nach dem Militärputsch verliert er seine Professur an der Universität Buenos Aires.
Vorsichtig geworden aufgrund der neuen politischen Situation, aber nicht abgeschreckt, veröffentlicht Gorostiza 1978 seinen zweiten Roman „Los hermanos queridos“. Die subtile Kritik an dem Klima der Furcht beschert ihm einen weiteren Nationalpreis. Als 1980 die Zensur gelockert wird, gehört er zusammen mit Osvaldo Dragún, Roberto Cossa, Pepe Soriano und anderen zu den Initiatoren des Teatro Abierto. Man hoffte, die Redefreiheit, deren Einschränkung viele Persönlichkeiten ab 1975 emigrieren ließ, würde wieder ausgeweitet. Für das Projekt wurde eine alte Fabrik im Stadtteil Balvanera zum Teatro Picadero umgebaut. Am 28. Juli 1981 fand die Premiere mehrerer neuer Stücke als Festival statt, darunter auch Gorostizas Werk „El acompañamiento“. Der Erfolg wurde jedoch von einem Feuer eine Woche später überschattet, ein Unglück, das bis heute nicht aufgeklärt wurde.
Nach der Rückkehr Argentiniens zur Demokratie veröffentlicht Gorostiza „Matar el tiempo“ und „Hay que apagar el fuego“, für die er den „Gran Premio de Honor de Argentores“ und den „Laurel de Plata“ des Rotarier-Klubs erhält. Bei der Wahl 1983 unterstützt er Raúl Alfonsín, für den er den Slogan „Ahora, Alfonsín!“ kreiert. Alfonsín macht Gorostiza zum Kultusminister. Auf diesem Posten unterstützt er die Wiederbelebung des argentinischen Theaters und Films, trotz der schlechten Wirtschaftslage und eines knappen Budgets. Frustriert von den Beschränkungen als Minister, tritt er 1986 zurück. Er veröffentlicht eine Novelle, ist Co-Autor einer Dokumentation über das Teatro Abierto und schreibt das Theaterstück „Aeroplanos“ über die kurze Zeit mit seinem leiblichen Vater, für das er den „Premio Argentores al Mejor Drama Teatral“ und den „Premio Estrella de Mar“ erhält.
1994 erscheint „El patio de atrás“ und 1999 der historische Roman „Vuelvan las Palomas“. 2001 wird der Roman „La Buena gente“ veröffentlicht. 2004 kommt der ebenfalls von Gorostizas Kindheit inspirierte Roman „El merodeador enmascarado“ heraus. 2008 hat das Stück „El alma de papá“ Premiere. Sein Kollege aus der Zeit des Teatro Abierto, Jorge Rivera López, übernahm die Hauptrolle. Mit diesem Theaterstück bewies Gorostiza seine immer noch führende Position als realistischer Dramatiker.

## Werke (Auswahl)
Memoiren
- El merodeador enmascarado. Algunas memorias, 1929–2004. Seix Barral, Buenos Aires 2004, ISBN 950-731-441-5.

Romane
- Los cuartos oscuros. Novela. Sudamericana, Buenos Aires 1976, ISBN 950-577-076-6.
- Cuerpos presentes. Novela. Fundación Editorial De Belgrano, Buenos Aires 1981, ISBN 950-077-003-2.
- El basural. Novela. Sudamericana, Buenos Aires 1988, ISBN 950-07-0509-5.
- Vuelan las palomas. Novela. Planeta, Buenos Aires 1999, ISBN 950-49-0327-4.
- La buena gente. Novela. Planeta, Buenos Aires 2001, ISBN 950-49-0923-X.

Theaterstücke
- Teatro. Ediciones de La Flor, Buenos Aires 1991/98 (5 Bände).

1. Aeroplanos. El frac rojo. Papi. Hay que apagar el fuego. El acompañamiento. 1991, ISBN 950-515-413-5.
2. Matar el tiempo. Los hermanos queridos. Juana y Pedro. Los cinco sentidos capitales. El lugar. 1992, ISBN 950-515-416-X.
3. ¿A qué jugamos? Los prójimos. El pan de la locura. El caso del hombre de la valija negra. El puente. 2. Aufl. 1997, ISBN 950-515-418-6.
4. El patio de atrás. 2. Aufl. 2008, ISBN 978-950-515-423-4.
5. Doble historia de amor. Los otros papeles. A propósito del tiempo. 1998, ISBN 950-515-426-7.

Werkauswahl
- Páginas de Carlos Gorostiza. Gedisa, Buenos Aires 1984, ISBN 950-9106-69-0.